# 中の島 (千葉県)
中の島（なかのしま）は、千葉県木更津市の木更津港に浮かぶ人工島である。

## 島内
島内は中の島公園として整備されている。3月下旬から7月末まで潮干狩りを目的に多くの行楽客が訪れる。また毎年8月には木更津港まつりが行われる。

### 中の島大橋

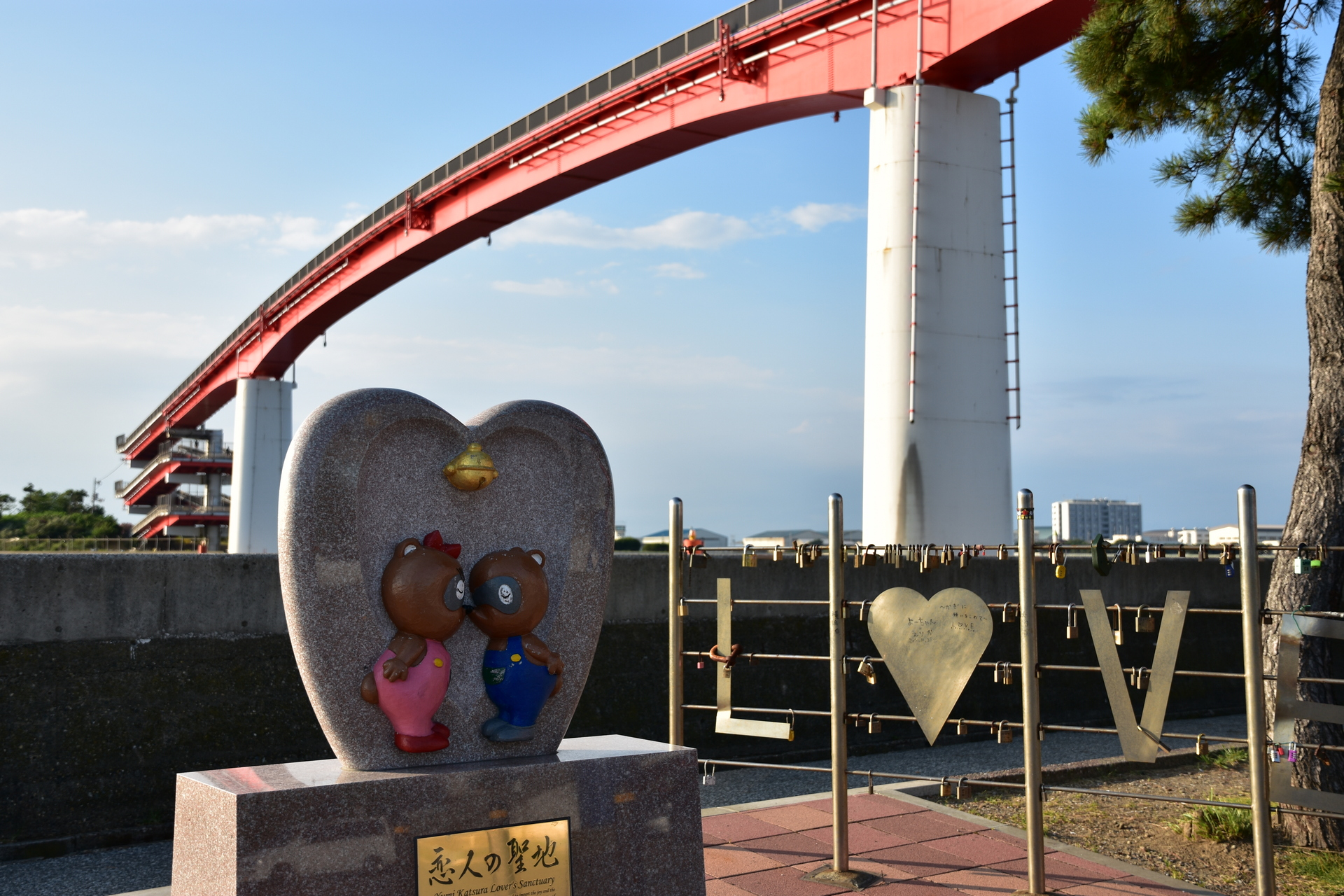
恋人の聖地

中の島大橋は、鳥居崎海浜公園と木更津港に浮かぶ中の島とを結ぶ歩道橋である。人道橋としては日本一の高さであり、全長236 m、高さ27.125 m、幅4.5 m。1975年（昭和50年）に完成。木更津港の玄関口にあたり、木更津港から東京湾へ出入りする船舶はこの橋の下をくぐることになる。
木更津市を舞台にしたドラマ『木更津キャッツアイ』で一躍有名となった。木更津キャッツアイのヒット等を受け、2010年にNPO法人「地域活性化支援センター」により、中の島大橋が「恋人の聖地」として認定された。また、『木更津キャッツアイ』内で「若い男女がおんぶして渡ると結ばれる」という伝説が語られた為、現実でも「そうすると結ばれる」という伝説が出来上がっている。『キャッツ』人気から、橋には『木更津キャッツアイ』に対するメッセージも書かれている。

## 所在地
〒292-0839 千葉県木更津市中の島2